# Francia guyanai labdarúgó-válogatott
A francia guyanai labdarúgó-válogatott Franciaország tengeren túli megyéjének, Francia Guyana válogatottja, amelyet a francia guyanai labdarúgó-szövetség (franciául: Ligue de Football de Guyane) irányít, mint a Francia labdarúgó-szövetség helyi vezető szervezete.
Mivel a CONCACAF-tagsággal rendelkező Francia Guyana Franciaország része, nem tagja a FIFA-nak, így nem indulhat a labdarúgó-világbajnoksággal kapcsolatos tornákon.

## Következő mérkőzések
Nincs pontos időpontra lekötött mérkőzésük.

## CONCACAF-aranykupa-szereplés
- 1991 – 2000: Nem jutott be.
- 2002: Nem indult.
- 2003: Nem indult.
- 2005: Nem jutott be.
- 2007: Nem indult.